# Milan Kotrč
Milan Kotrč  (* 23. Mai 1988 in Prag) ist ein tschechischer Handballspieler, der beim rumänischen Erstligisten CS Minaur Baia Mare unter Vertrag steht.

## Karriere
Milan Kotrč begann mit dem Handballspielen im Alter von sieben Jahren in der Schule, bereits sein Vater (heißt ebenfalls Milan) betrieb den Sport professionell. Von 2007 bis 2017 stand Kotrč bei Dukla aus seiner Heimatstadt Prag unter Vertrag und wurde dort sowohl zweimal tschechischer Meister (2011, 2017) als auch zweimal Pokalsieger (2010, 2014).
Zur Saison 17/18 wechselte er zum damaligen Zweit- und jetzigen Erstligisten Bergischer HC.

Zur Saison 2019/20 schloss er sich dem rumänischen Erstligisten CS Minaur Baia Mare an.
Sein Debüt für die tschechische Nationalmannschaft gab Kotrč am 8. Januar 2009 gegen Katar.